# Long Ping (stacja MTR)
Long Ping (chiński: 朗屏) – jedna ze stacji MTR, systemu szybkiej kolei w Hongkongu, na West Rail Line. Została otwarta 20 grudnia 2003. 
Znajduje się w północnej części Yuen Long Town i południowej Long Ping Estate, w dzielnicy Yuen Long, w Nowych Terytoriach.